# Chilothorax alexis
Chilothorax alexis är en skalbaggsart som beskrevs av Frolov 2001. Chilothorax alexis ingår i släktet Chilothorax och familjen Aphodiidae. Inga underarter finns listade i Catalogue of Life.